# امپراتوری اتریش
امپراتوری اتریش (به آلمانی: Kaiserthum Österreich) یک امپراتوری دوران معاصر بود که بازمانده‌ای از امپراتوری مقدس روم به حساب می‌آمد.

## تاریخچه
این امپراتوری با مرکزیت کشور کنونی اتریش، به‌طور رسمی از سال ۱۸۰۴ تا سال ۱۸۶۷ حکومت خود را ادامه می‌داد و پس از آن به صورت امپراتوری اتریش-مجارستان درآمد. امپراتوری اتریش را فرانتس دوم، امپراتور مقدس روم (که بعدها به فرانتس اول امپراتوری اتریش آوازه یافت) با ترکیب سرزمین‌هایش در درون و بیرون امپراتوری روم، بنیان گذاشت. این کار واکنشی به بیانیه ناپلئون بناپارت بنا بر امپراتوری اول فرانسه در سال ۱۸۰۴ بود.
امپراتوری اتریش-مجارستان (۱۸۶۷ تا ۱۹۱۸) نتیجه سازش ۱۸۶۷ اتریش-مجارستان بود که پس از جنگ جهانی اول توسط فاتحان جنگ در معاهده تریانون به بخش‌های مختلف تجزیه شد.